# XIII століття
XIII століття історики характеризують як завершальне століття Високого Середньовіччя. Населення Європи досягло максимуму, зростала кількість міст, значна частина з яких отримала магдебурзьке право. Продовжувалася боротьба за верховенство між церковною та світською владами. Виникли перші парламенти. Сформувалася Ганза. Упродовж століття виникла й досягла піка своєї могутності Монгольська імперія. Завоювання монголами Багдада поклало край золотій добі ісламу.
Внаслідок монгольської навали припинила існування Київська Русь. Київ втратив не тільки економічне й політичне, а й, з переїздом митрополитів до Володимира-на-Клязмі, релігійне та культурне значення. Зусиллями Данила Галицького досягло піка могутності Галицько-Волинське князівство. Виник й почав зростати Львів.

## Політичні й релігійні діячі
- Енріко Дандоло, дож Венеції.

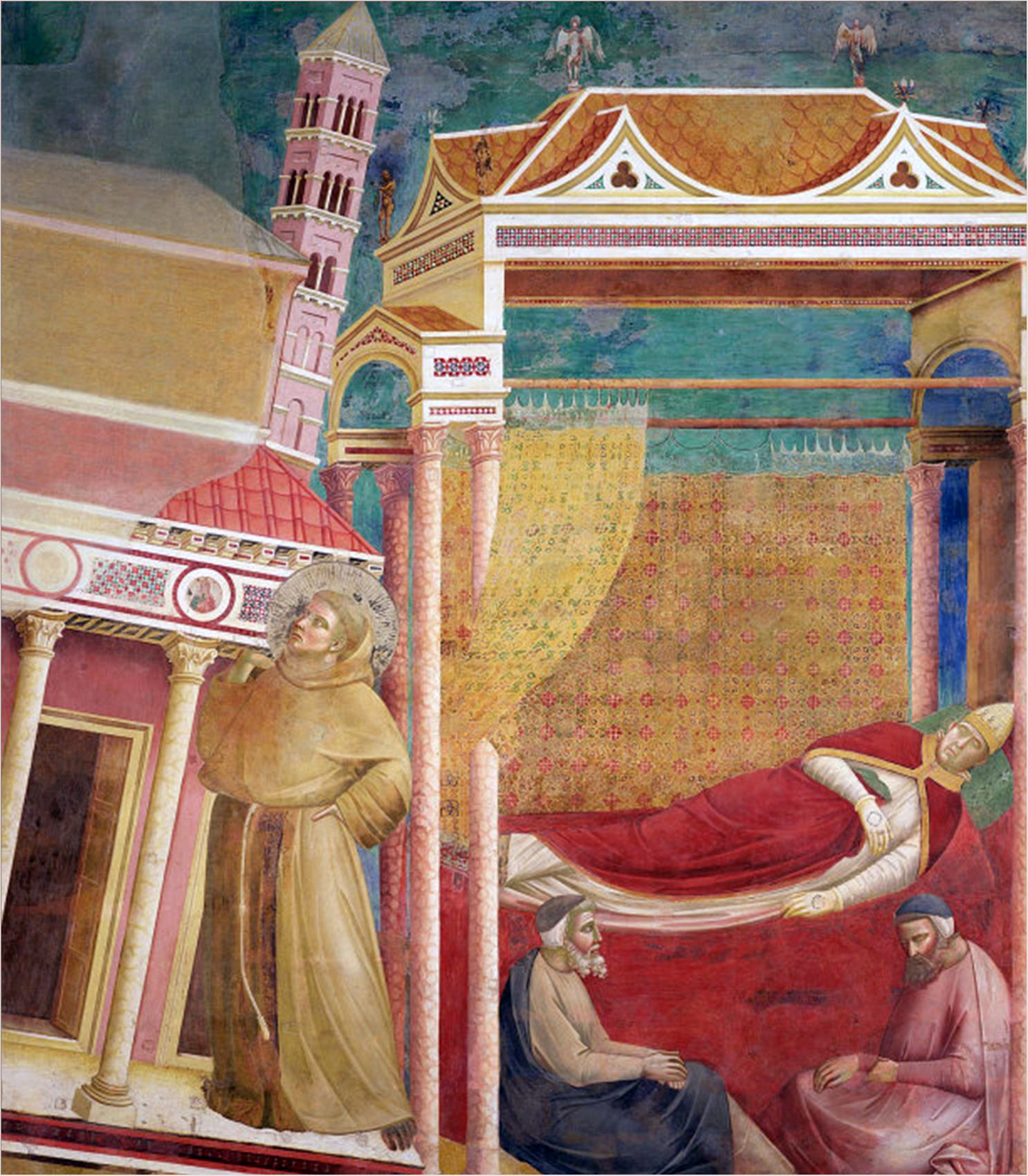
Фреска Джотто. Папа римський Інокентій ІІІ спить, а франциск Ассізький підтримує розхитану католицьку церкву.

- Іннокентій III, папа римський, понтифік у 1198—1216 роках.
- Франциск Ассізький (1182—1226), засновник чернечого ордену францисканців.
- Клара Ассізька — засновниця жіночого чернечого ордену, (аналога Францисканців) — кларисок.
- Гонорій III, папа римський, понтифік у 1216—1227 роках.
- Григорій IX, папа римський, понтифік у 1227—1241 роках.
- Іннокентій IV, папа римський, понтифік у 1243—1254 роках.
- Фрідріх II Штауфен, король Сицилії та імператор Священної Римської імперії (помер у 1250 році)
- Карл I Анжуйський, король Сицилії з 1250 року.
- Чингісхан — завойовник Центральної Азії,  великий хан Монгольської імперії. Також воював з Імперією рання Цзинь, завоював також Алтай, Маньчжурію, а також території біля Амуру та його гирло.

## Події

### Русь
На початку століття Галицько-Волинське князівство очолював Роман Мстиславич, а Володимиро-Суздальське Всеволод Велике Гніздо. Київ втратив своє політичне та економічне значення, але залишався релігійним та культурним центром. Роман Мстиславич загинув 1205 року в поході на Польщу. Після його смерті розпочалася боротьба за Галич і Володимир між різними княжими родами, в яку втручалися угорські й польські правителі. Тільки в 1230-х утвердилася влада сина Романа Мстиславича Данила Романовича Галицького.
1223 року руські князі вперше зіткнулися з монголами. Вони на прохання половців про допомогу. Однак, битва на Калці завершилася важкою поразкою. Масштабна татаро-монгольська навала розпочалася 1238 року, а 1240 року монгольські війська захопили й зруйнували Київ.
Новгородська республіка, де княжив Олександр Всеволодович Невський залишилася осторонь татаро-монгольської навали. 1240 року новгородський князь здобув перемогу над шведами в Невській битві, а 1242 року — над Лівонським орденом у Льодовому побоїщі. Після встановлення татарського іга руські князі повинні були отримувати ярлик на княжіння в Золотій Орді. Олександр Невський спочатку отримав ярлик на Київ, однак розорене місто його не цікавило, тож незабаром він добився ярлика на Володимир-на-Клязьмі.
Данило Галицький намагався знайти підтримку на заході, однак марно. Повернувшись, він зміцнив Галицько-Волинське князівство, 1253 року папа римський надав йому титулу короля. Угорщина та Польща теж потерпали від нападів ординців, зате значною силою стало Велике князівство Литовське, з яким Данило Галицький та його сини вели боротьбу впродовж 1240—1270-х років. Виникло місто Львів, куди змістився центр королівства за правління сина Данила Галицького Лева Даниловича. Було споруджено замки-фортеці в Луцьку, Львові, Олеську, Кам'янці, Кременці, Ужгороді, Невицьку, Хотині, Острозі.
Після смерті Олександра Невського у Володимиро-Суздальському князівстві за владу боролися його сини Дмитро Олександрович Переяславський та Андрій Олександрович Городецький, використовуючи в цій боротьбі ординські загони. Руським князям також довелося брати участь у походах Орди на Литву, Польщу й Угорщину, а також у міжусобицях у самій Орді.
- Перша половина — Формування «Києво-Печерського патерика» — видатної пам'ятки житійної літератури.
- У Галицькій землі було написано ікону Покрови Пресвятої Богородиці.
- Поява в Київській Русі «Палеї» — збірника апокрифічних переказів на біблійні старозавітні теми
- Угорщина повністю оволоділа гірськими районами Закарпаття.

### Візантія
- Четвертий Хрестовий похід
- Хрестоносці захоплюють Константинополь (1204).
- На руїнах Візантії виникає два державних утворення: Латинська імперія зі столицею у Константинополі ; залишки Візантії зі столицею в місті Нікея.
- Відвоювання Константинополя нікейськими греками в союзі з генуезцями (конкурентами Венеції)та зникнення Латинської імперії (1261).
- Татаро-монгольська навала
- Реконкіста
  - 16 липня 1212 року: кульмінаційний момент Відвоювання. Битва під Лас-Навас-де-Толоса.
- Велика Хартія
- Подорожі Марко Поло

## Архітектура

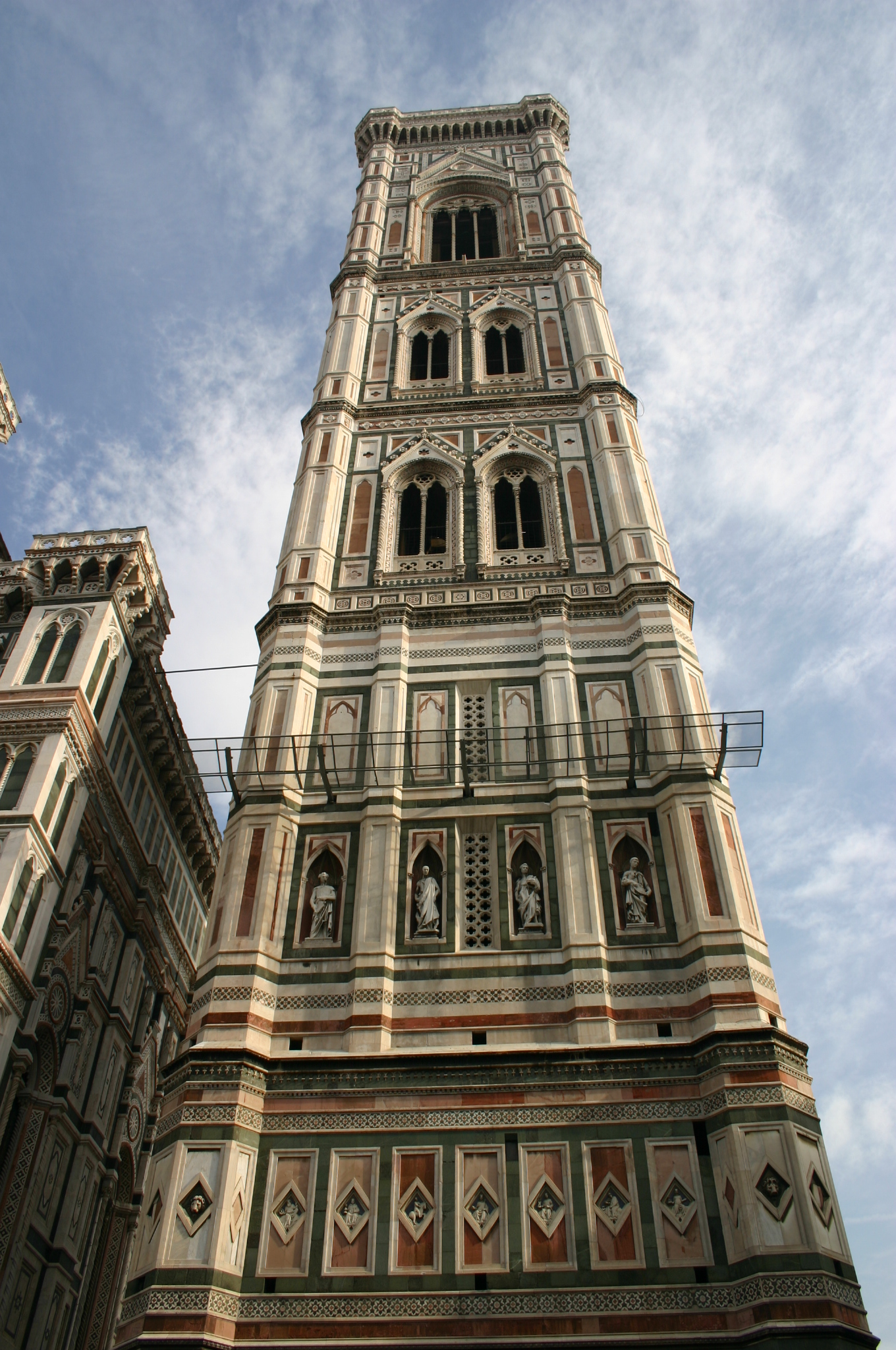
Дзвіниця у Флоренції.

- Арнольфо ді Камбіо, архітектор та скульптор, автор проєкту міського собору Флоренції, майбутньої Санта Марія дель Фйоре (відомий за документами з 1265 по 1302 рік).
- Побудова у Флоренції дзвіниці міського собору
- Реймський собор, розбудова у 1211 році, готика у Франції.
- Ам'єнський собор, початок будівництва у 1220 році.
- Собор Сен-П'єр в місті Бове, початок будівництва у 1225 році.
- Кельнський собор, (німецька готика), початок будівництва у 1248 році.
- Спорудження замків-фортець у Луцьку, Львові, Олеську, Кам'янці, Кременці, Ужгороді, Невицьку, Хотині, Острозі.

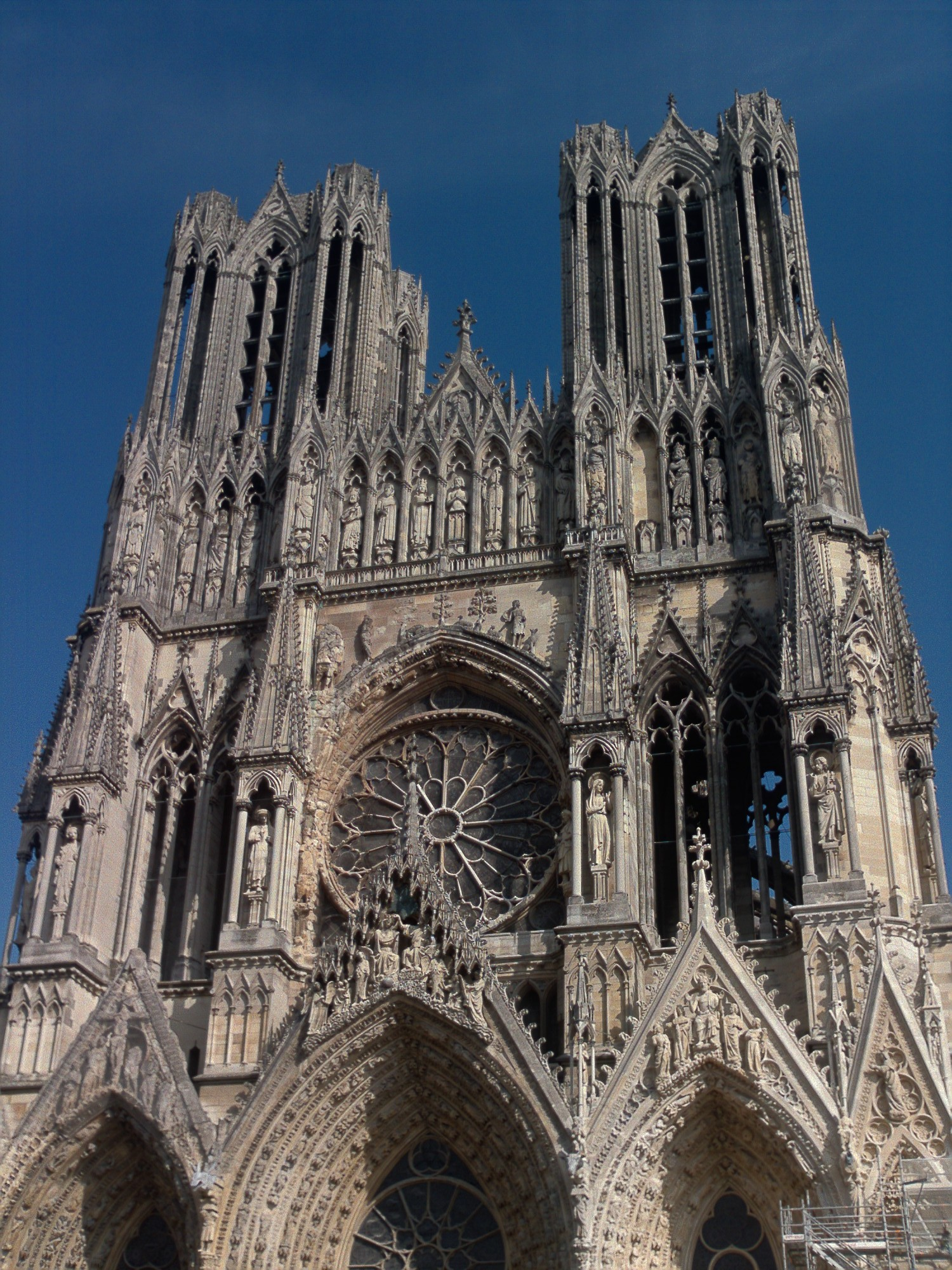
Реймський собор
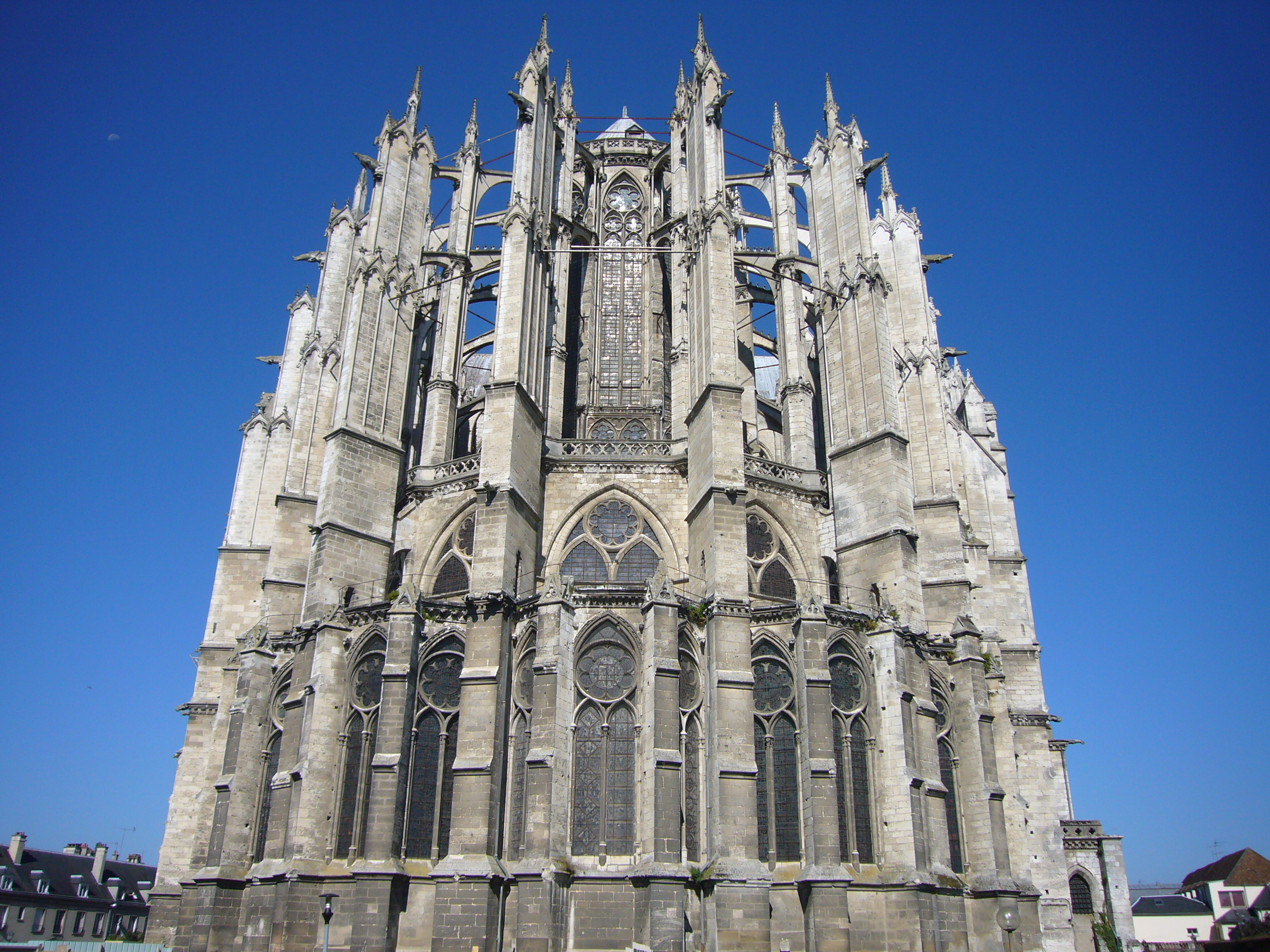
Собор Сен П'єр в місті Бове, Франція.
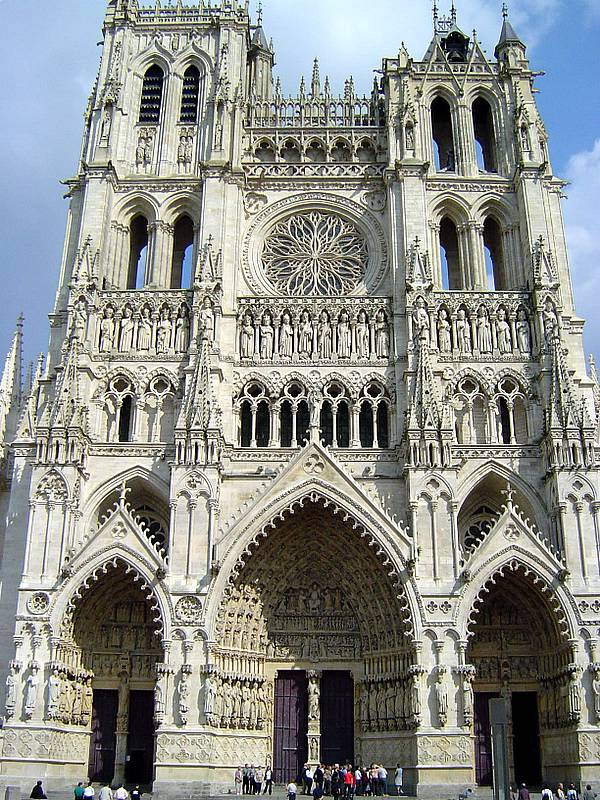
Ам'єнський собор
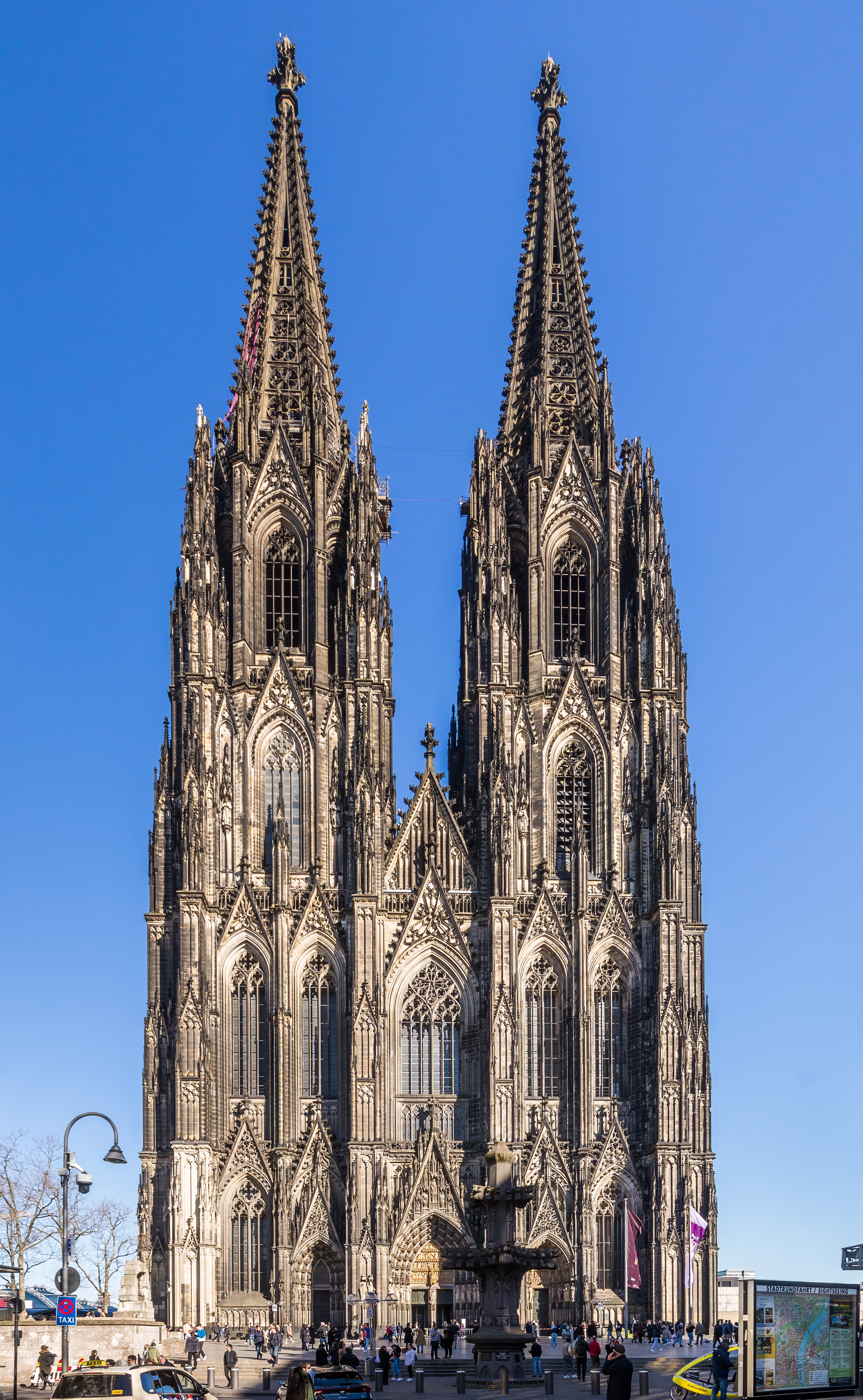
Кельнський собор

## Живопис
- Джотто (1266—1336), геніальний італійський художник.

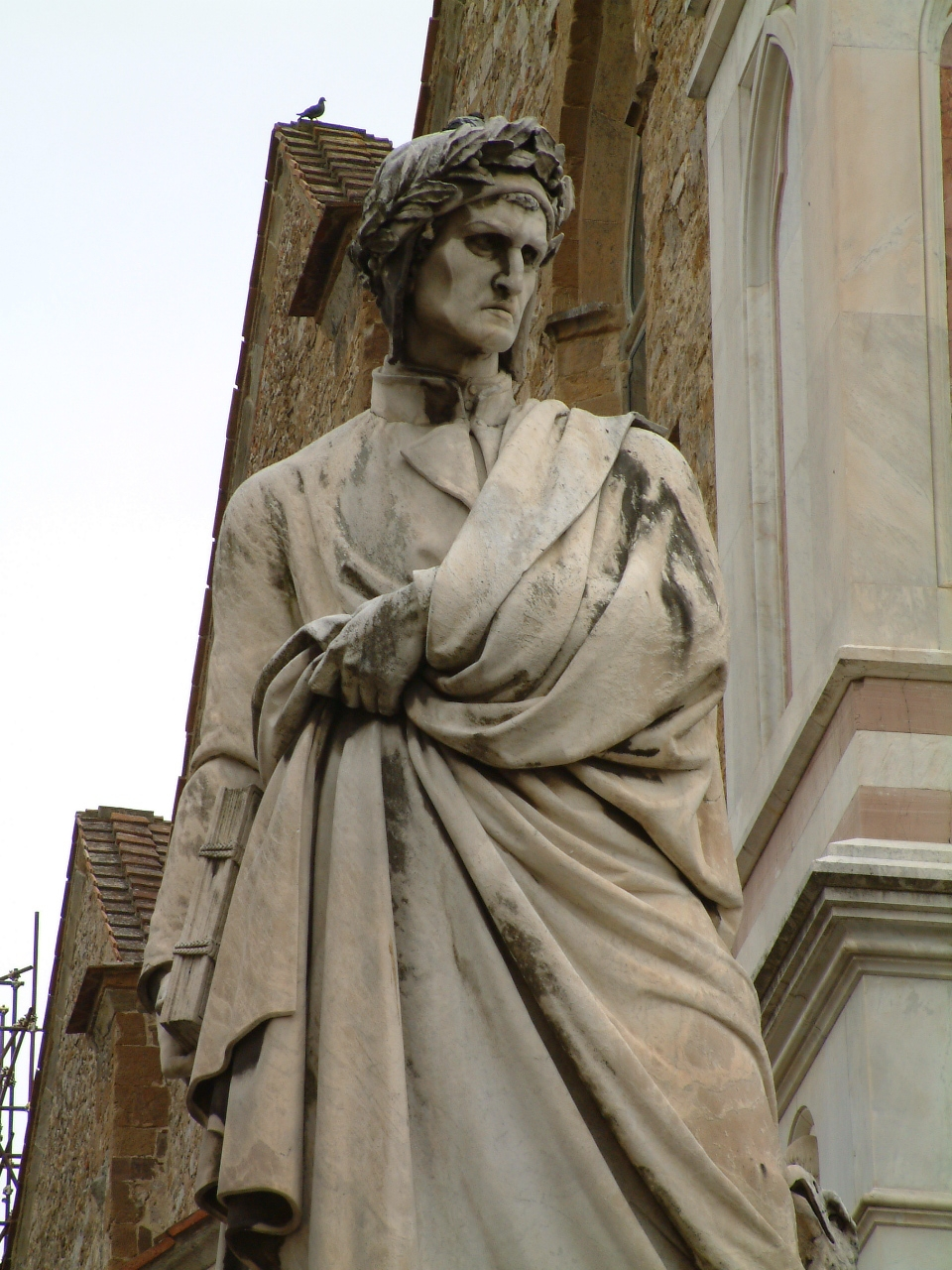
Монумент Данте у Флоренції
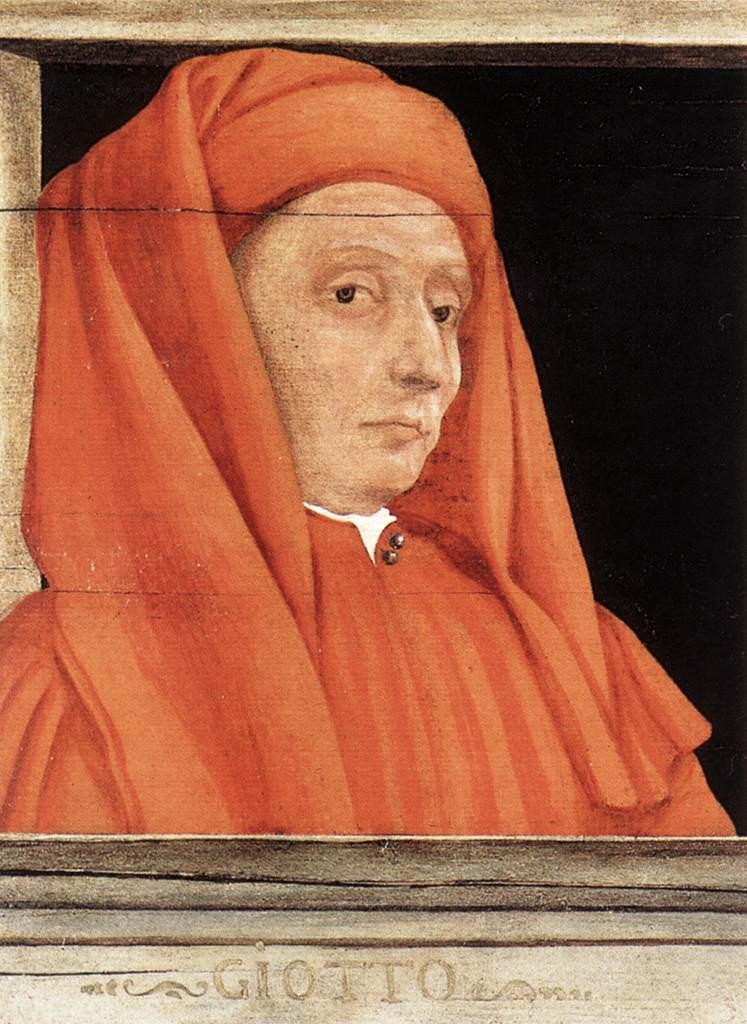
Портрет Джотто XIV ст.
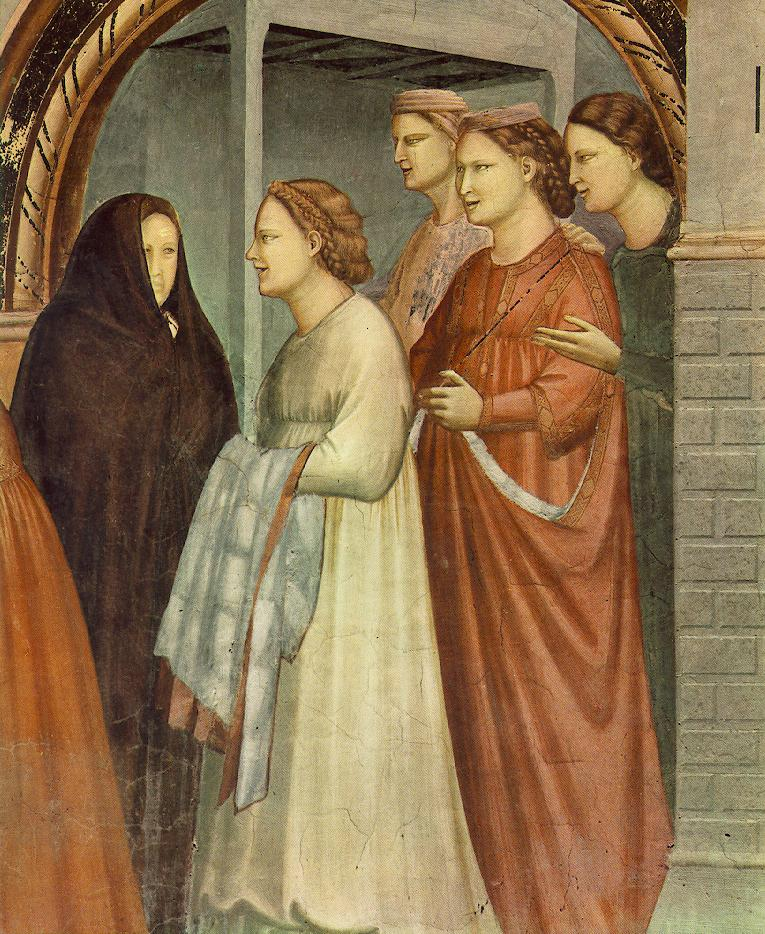
Фреска Джотто
Санта Марія дель Фйоре, головний фасад.